# Arturo Chaires
Arturo Chaires Rizo, más conocido como El Curita Chaires (Guadalajara, Jalisco, 14 de marzo de 1937-Ibid.; 18 de junio de 2020) fue un futbolista mexicano que jugaba en la posición de defensa lateral derecho.

## Carrera deportiva
Jugó para el Club Deportivo Guadalajara y fue parte del Campeonísimo. Todo un ícono que inició sus primeros pasos futbolísticos en el Oratorio Salesiano de María Auxiliadora hoy Colegio Anáhuac Revolución en el equipo  Don Bosco del Padre Juan Ignacio Sandoval S.D.B.
Fue parte fundamental de la defensa del Club Guadalajara desde su debut en 1960, nunca formó parte de otro plantel, fue fiel a los colores rojiblancos a tal grado que en 1971 cuando el Club lo puso como transferible cuando los directivos de las "chivas" decidieron renovar la defensa, comprando al lateral derecho Guillermo Torres "El Pititos" a los Zorros del Atlas decidió terminar su carrera, para no tener que jugar para otro equipo. 
Con la Selección de fútbol de México debutó el 29 de octubre de 1961. Jugó las eliminatorias del Mundial de Chile 1962 y este mismo, también participó en la eliminatorias al Mundial de Inglaterra 1966 e igualmente participó en este.
Lamentablemente falleció en Guadalajara a los 83 años de vida, el 18 de junio de 2020.

## Clubes
| Club        | País   | Año         |
| ----------- | ------ | ----------- |
| Guadalajara | México | 1960 - 1971 |

## Participaciones en Copas del Mundo
| Mundial                        | Sede       | Resultado    |
| ------------------------------ | ---------- | ------------ |
| Copa Mundial de Fútbol de 1962 | Chile      | Primera fase |
| Copa Mundial de Fútbol de 1966 | Inglaterra | Primera fase |

## Palmarés

### Campeonatos regionales
| Título                   | Club                       | País   | Año  |
| ------------------------ | -------------------------- | ------ | ---- |
| Copa de Oro de Occidente | Club Deportivo Guadalajara | México | 1960 |

### Campeonatos nacionales
| Título                    | Club                       | País   | Año     |
| ------------------------- | -------------------------- | ------ | ------- |
| Primera división mexicana | Club Deportivo Guadalajara | México | 1960/61 |
| Campeón de Campeones      | Club Deportivo Guadalajara | México | 1961    |
| Primera división mexicana | Club Deportivo Guadalajara | México | 1961/62 |
| Primera división mexicana | Club Deportivo Guadalajara | México | 1963/64 |
| Copa México               | Club Deportivo Guadalajara | México | 1962-63 |
| Campeón de Campeones      | Club Deportivo Guadalajara | México | 1964    |
| Primera división mexicana | Club Deportivo Guadalajara | México | 1964/65 |
| Campeón de Campeones      | Club Deportivo Guadalajara | México | 1965    |
| Primera división mexicana | Club Deportivo Guadalajara | México | 1969/70 |
| Copa México               | Club Deportivo Guadalajara | México | 1969-70 |
| Campeón de Campeones      | Club Deportivo Guadalajara | México | 1970    |

### Copas internacionales
| Título                           | Club (*)                   | Lugar  | Año  |
| -------------------------------- | -------------------------- | ------ | ---- |
| Copa de Campeones de la Concacaf | Club Deportivo Guadalajara | México | 1962 |